# Burg Perchtoldsdorf

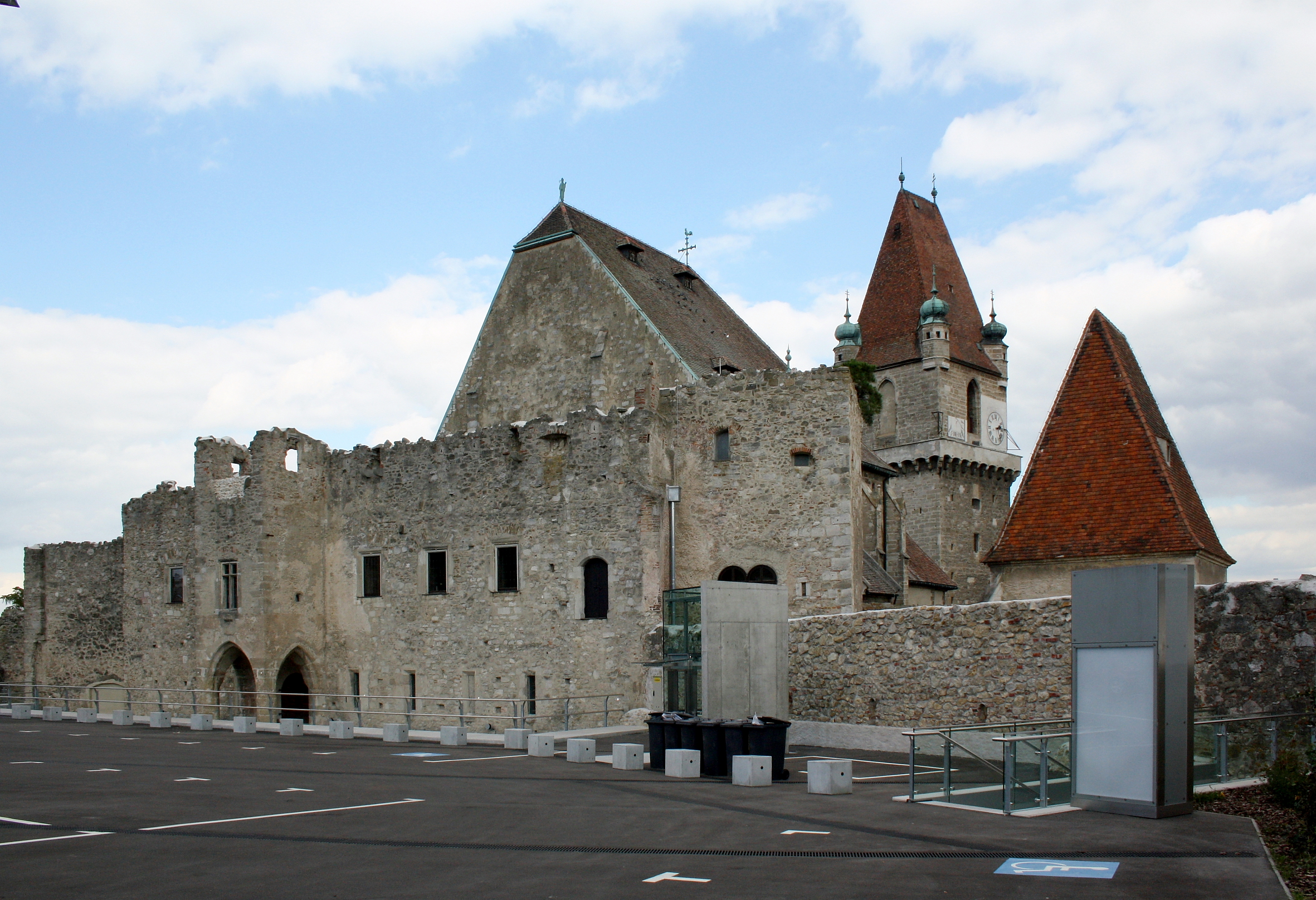
Im Vordergrund die Burgmauer, dahinter das Dach der Pfarrkirche, leicht rechts der Wehrturm und ganz rechts das Dach der Martinskapelle

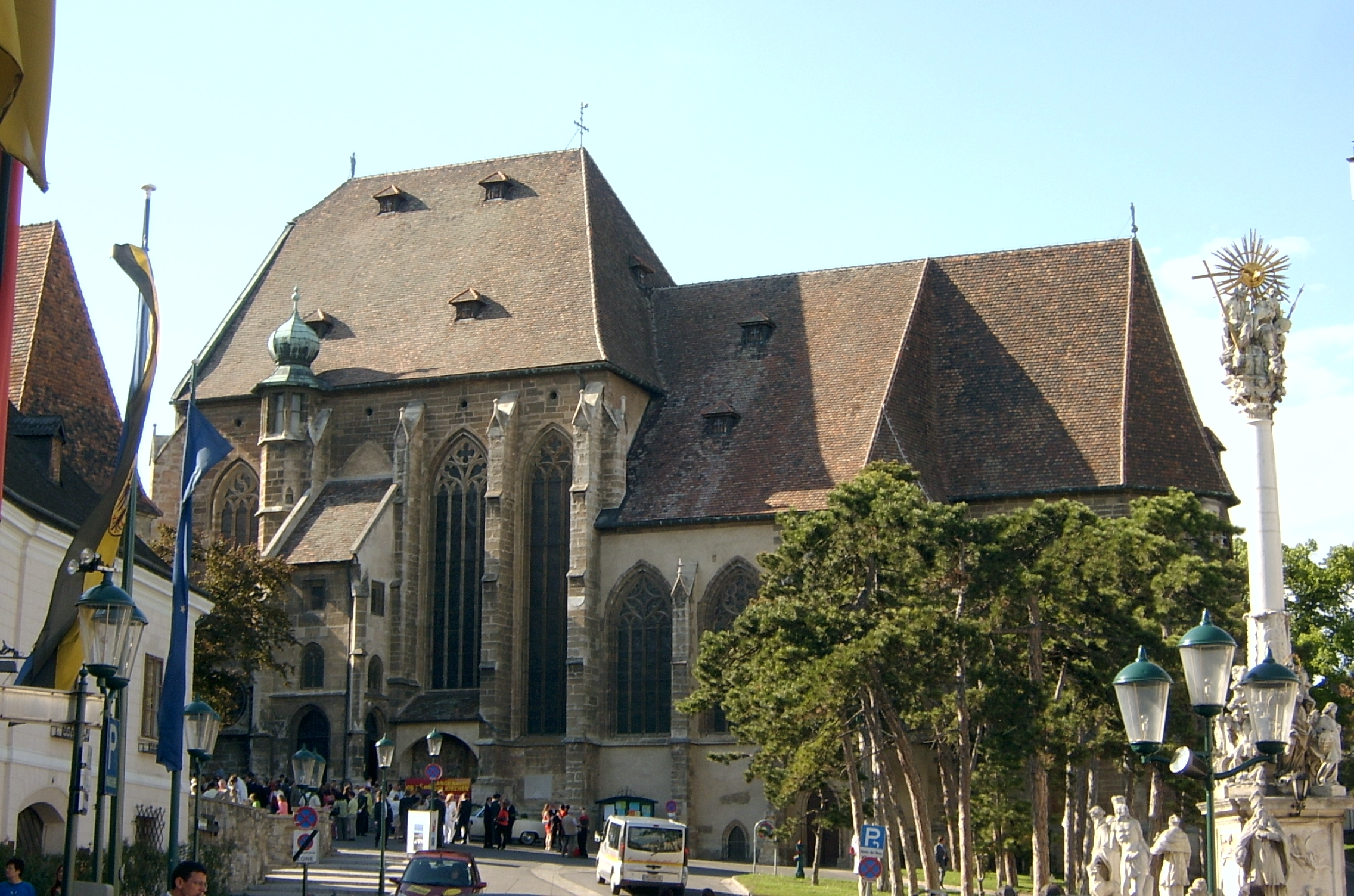
Pfarrkirche Perchtoldsdorf

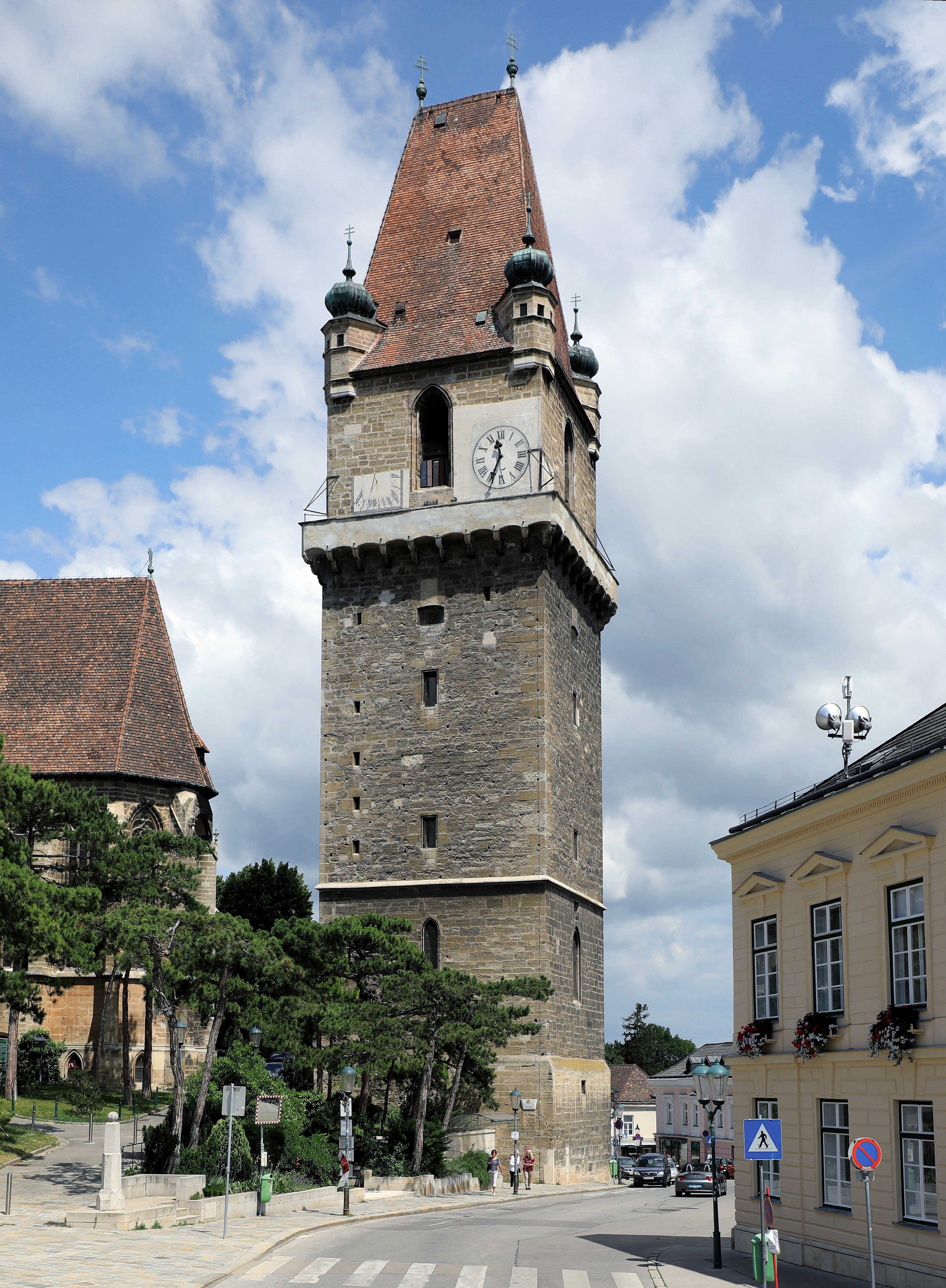
Wehrturm und Wahrzeichen von Perchtoldsdorf

Die Burg Perchtoldsdorf ist eine Turmburg in Ortslage und liegt direkt im gleichnamigen Markt Perchtoldsdorf im Bezirk Mödling in Niederösterreich an der Wiener Stadtgrenze.

## Lage
Die mächtige Burg-Kirchen-Anlage befindet sich nordseitig am Marktplatz von Perchtoldsdorf am Abhang des Wienerwaldes. Die Marktbefestigung aus der Mitte des 13. Jahrhunderts, die um den gesamten Markt führte, wurde unter Joseph II. 1795/96 fast zur Gänze geschleift.

## Geschichte

### Die Herren von Perchtoldsdorf
Die Ursprünge der Burg dürften schon vor das Jahr 1000 zurückgehen. Sie wurde zusammen mit zahlreichen weiteren Burgen am Ostrand des Wienerwaldes errichtet, um das Herrschaftsgebiet der Babenberger vor den immer wieder einfallenden Ungarn zu schützen. Die Burg bestand ursprünglich nur aus einem gemauerten Turm und einigen Holzbauten, die durch eine Palisade und einen Graben geschützt waren. Nachdem sie aber bald zu klein wurde, war sie nur für Verteidigungszwecke bewohnt. Als erster Burgherr wird 1138 Heinricus de Pertoldesdorf genannt. Unter seinem Nachfolger wurden die Holzbauten durch gemauerte ersetzt und eine Vorburg mit einer Mauer errichtet. In diesem Zustand war sie auch wieder Wohnsitz. Es wurde auch der heute noch stehende Südturm als Bergfried errichtet. Die Burgkapelle im zweiten Geschoß der Burg wurde 1217 unter Bischof Ulrich II. von Passau zur Pfarrkirche erhoben. Als freies Eigen von Otto I. von Perchtoldsdorf wurde die Burg 1232 an das Stift Melk übergeben, von dem er es wieder als Lehen zurückbekam. Otto I. war an dem Adelsaufstand gegen Herzog Friedrich dem Streitbaren beteiligt, weshalb die Burg von diesem im Zuge einer Strafexpedition zerstört wurde, sodass nur mehr der Sockel und ein Teil der Südwand übrig blieb. Es scheint, dass Otto danach in seiner neu errichteten Burg Kammerstein wohnte. Die Ruine wurde zur Kirche umgebaut. Unweit der Burg, an der südöstlichen Ecke des heutigen Marktplatzes, entstand eine neue Stadtburg, die hauptsächlich Verwaltungszwecken diente. Erst Otto II., der später an der Schlacht von Dürnkrut und Jedenspeigen an der Seite von Rudolf von Habsburg kämpfte, ließ die Stammburg wieder aufbauen. Bereits um 1270 dürfte der Neubau dieser Burg beendet gewesen sein.
Otto III. von Perchtoldsdorf beteiligte sich an einem weiteren Adelsaufstand. Als Folge wurden alle seine drei Burgen, also die Stammburg, die Stadtburg und die Burg Kammerstein, von Herzog Albrecht I. von Österreich, dem späteren König Albrecht I., um 1290 wieder zerstört. Otto starb vermutlich in Haft.

### Im Besitz der Herzöge von Österreich
Mit dem Tod von Heinrich IV., dem Bruder von Otto III., starben die Herren von Perchtoldsdorf aus und die Burg und Herrschaft fielen an das Stift Melk zurück, das sie nun an den Herzog von Österreich als Lehen weitervergab. Die Burg wurde wieder aufgebaut und bewohnbar gemacht. Als Baustil wurde zeitgemäß die Gotik bevorzugt. Ein eigener Brunnen wurde innerhalb der Burg angelegt und die sogenannte Herzogskapelle als Anbau zur Pfarrkirche gebaut, der nur der herzöglichen Familie vorbehalten war.
Die Burg war in der Folge Besitz und der Witwensitz mehrere österreichischer Herzoginnen oder wurde verpfändet, so zum Beispiel an Graf Ulrich II. von Cilli. Als erste der herzöglichen Burgherrinnen ist Elisabeth von Virneburg, die Witwe von Herzog Heinrich nachgewiesen. Zu den späteren Besitzerinnen gehörte Herzogin Beatrix von Zollern, die in Perchtoldsdorf das Spital und die heute noch bestehende Spitalkirche erbauen ließ.
Von den kriegerischen Auseinandersetzungen zwischen Kaiser Friedrich III. und seinem Bruder Erzherzog Albrecht VI. zwischen 1457 und 1463 waren sowohl die Burg als auch der Ort betroffen. Bei der Belagerung und Eroberung der Stadt Wien in den 1480er-Jahren durch König Matthias Corvinus wurde die Burg komplett zerstört. Als Maximilian I. 1490 Wien zurückeroberte und die Herrschaft der Habsburger im Herzogtum Österreich endgültig gefestigt war, hatte er kein Interesse mehr an der zerstörten Burg und verkaufte sie an Manngen von Höhenberg.

### Perchtoldsdorf in der Neuzeit
Auf Grund der drohenden Türkeneinfälle seit dem 16. Jahrhundert wurde die Burg von der Einwohnerschaft von Perchtoldsdorf und den umliegenden Orten als Wehranlage wiederhergestellt, die Fenster wurden durch Schießscharten ersetzt und ein Mauerring von außen herum errichtet. Während der Markt bei der Ersten Türkenbelagerung im Jahr 1529 niedergebrannt wurde, konnten der Angriff auf die Burg abgewehrt werden. Im ehemaligen zweiten Burghof wurde in der Folge ein Friedhof angelegt.
Im Jahr 1605 bot die Burg der Einwohnerschaft wieder Schutz, als der siebenbürgische Fürst Stephan Bocskai mit seinen Heiducken anrückte. Während der Zweiten Türkenbelagerung im Jahr 1683 wurde die Burg niedergebrannt. Im Jahr 1794 wurde die innere Burgmauer abgerissen. Da sich in der Folge niemand um die Burggebäude kümmerte, begannen sie zu zerfallen. Später gab es Pläne, die komplette Burg abzutragen, um landwirtschaftliche Flächen zu gewinnen.
Im Jahr 1871 wurde der Südturm wieder hergerichtet und seine Räume von Joseph Hyrtl zu einer Arbeitsstätte umgewidmet. Nach seinem Tod befand sich hier einige Jahre ein Museum. Der Friedhof wurde im Jahr 1883 nach der Anlage des heutigen Perchtoldsdorfer Friedhofs aufgelassen. 1928 wurde die Rüstkammer saniert und nach einer regionalen Messeveranstaltung den Pfadfindern als Vereinslokal zur Verfügung gestellt.

## Heutige Nutzung
Über dem Palassaal wurde 1958 ein Notdach errichtet und 1964 der ehemalige Wohntrakt in ein Kulturzentrum durch Karl Harberger umgebaut.
Seit 1976 wird der Burghof jährlich für Sommertheater der Sommerspiele Perchtoldsdorf verwendet. Nachdem 2008 weitere Umbauten erfolgen, entfiel die Theatersaison. Im Juni 2010 wurde die Burg wiedereröffnet, wobei die alte Bausubstanz unangetastet blieb, aber ein neuer, unterirdischer Veranstaltungssaal sowie ein neues Foyer hergestellt, da das alte Foyer einer Küche mit modernen Schiebetüren weichen musste. Es gibt aber nun behindertengerechte Aufgänge und einen Aufzug. Anstatt des Buffet im Obergeschoß befindet sich dort nun eine moderne Konstruktion aus Glas und Stahl, welche die historischen Mauern ersetzte. Der historische Ausgang zum Burghof wurde zugemauert und das Tor der historischen Rüstkammer in den Burghof wurde unbenutzbar gemacht, da die Stahl-Glaskonstruktion davor nicht begehbar ist. Für den Übergang von der alten Burg zum neuen Festsaal wurde die historische Mauer dazwischen durch einen Stahlbetondurchgang geöffnet.